# Блаже Дамчев
Блаже Бошев Дамчев е български революционер, деец на Вътрешната македоно-одринска революционна организация и на Вътрешната македонска революционна организация.

## Биография
Блаже Дамчев е роден през 1878 година в прилепското село Загорани, тогава в Османската империя, днес в Северна Македония. Присъединява се към ВМОРО през 1896 година, заклет от войводите Мирче Ацев и Толе паша. През 1903 година е четник при Христо Оклев и участва в боя при Алинци, след което нападат Витолище с четите на Толе паша, Коло Пешков и Петър Ацев. Заловен е след краха на въстанието, изтезаван и осъден на 15 години затвор. Лежи в Битолския затвор и е освободен след Хуриета през 1909 година. Издирван е отново при обезоръжителната акция, но минава в нелегалност. Влиза в четата на Милан Гюрлуков през 1912 година и се сражава при Галичани. През 1923 година подпомага четата на Петър Костов – Пашата, но е предаден и осъден на затвор от сръбските власти.
На 29 април 1943 година, като жител на Загорани, подава молба за народна пенсия, която е одобрена и отпусната от Министерския съвет на Царство България.